# Andrzej Liss
Andrzej Marcelin Liss (ur. 9 czerwca 1950 w Pelplinie, zm. 21 stycznia 2019 w Tczewie) – polski polityk i nauczyciel, poseł na Sejm IV i V kadencji.

## Życiorys
Syn Edwarda i Heleny. W 1975 ukończył liceum ogólnokształcące. Uzyskał absolutorium na Wydziale Filologiczno-Historycznym Uniwersytetu Gdańskiego (w zakresie historii). Do 2002 pracował jako nauczyciel w Zespole Szkół nr 1 oraz w Liceum Ogólnokształcącym im. Janusza St. Pasierba w Pelplinie.
W 1980 wstąpił do „Solidarności”. W 1989 kierował pelplińskim Komitetem Obywatelskim. Od 1990 do 1998 należał do Porozumienia Centrum. Był radnym miejskim w Pelplinie I kadencji. W 2001 przystąpił do PiS. Posłem po raz pierwszy został w listopadzie 2002, zastępując Lecha Kaczyńskiego, który utracił mandat poselski w związku z wyborem na urząd prezydenta Warszawy. W 2005 z listy Prawa i Sprawiedliwości po raz drugi został wybrany do Sejmu z okręgu gdańskiego. W wyborach parlamentarnych w 2007 i 2011 bez powodzenia ubiegał się o reelekcję.
Był żonaty z Marią, miał dwóch synów: Roberta i Michała. Zmarł 21 stycznia 2019 w wieku 68 lat. Został pochowany na cmentarzu parafialnym w Pelplinie.
Pośmiertnie w 2019 odznaczony Krzyżem Kawalerskim Orderu Odrodzenia Polski.